# Cnephaeus hottentotus
Cnephaeus hottentotus is een zoogdier uit de familie van de gladneuzen (Vespertilionidae). De wetenschappelijke naam van de soort werd voor het eerst geldig gepubliceerd door Andrew Smith in 1833.

## Voorkomen
De soort komt voor van Zuid-Afrika tot Angola en Kenia.